# Jazy (przystanek kolejowy)
Jazy – przystanek osobowy, w województwie zachodniopomorskim, w powiecie kołobrzeskim, w gminie Dygowo, 0,5 km na północny wschód od centrum Jazów. Przez przystanek przebiega jednotorowa zelektryfikowana linia kolejowa Szczecinek - Białogard - Kołobrzeg. Na przystanku zatrzymują się wyłącznie pociągi osobowe. Przystanek otwarto w 1930 roku.

## Ruch pasażerski
| Rok  | Wymiana pasażerska na dobę |
| ---- | -------------------------- |
| 2017 | 0-9                        |
| 2022 | 10-19                      |

## Połączenia
- Kołobrzeg
- Białogard
- Szczecinek
- Piła
- Poznań